# 邱永漢
邱 永漢（きゅう えいかん、1924年3月28日 - 2012年5月16日）は、日本および台湾の実業家、作家、経済評論家、経営コンサルタント。株式会社邱永漢事務所代表取締役。
旧本名は邱炳南、帰化後の本名は丘永漢。初期の筆名は邱炳南および丘青台。株の名人で「金儲けの神様」と呼ばれた。日本亡命後に筆名「邱永漢」を使うようになり、この筆名は戦前の台湾文学界で活躍した作家の西川満がつけたという説があるが、邱本人が否定している。

## 経歴
1924年3月、婚外子として日本統治時代の台湾台南市に生まれる。10人兄弟の長男。父邱清海は台湾人実業家。母堤八重は久留米生まれの日本人。
1937年、13歳のとき台北高校尋常科に入学。このころから文学に志して自ら詩を書き、個人雑誌『月来香』を発行。16歳で「台湾詩人協会」の普通会員（最年少）となり、邱炳南名義で詩作を西川満が主宰する『華麗島』創刊号に発表。台北高校の同窓に李登輝がいた。
1943年10月、東京帝国大学経済学部入学。これについて本人は「文学部ではなく経済学部を選んだことは学校のクラスメイトや教師たちを驚かせた。私の文学かぶれはあまねく全校生徒に知れ渡っており、私が文学部にすすむのは当然のことと思われていたからである。私がそうしなかったのは、植民地台湾に生まれた私のような人間が将来、文学を志しても生計を立てていく自信がなかったからである」（『わが青春の台湾 わが青春の香港』）と記している。しかし文学への関心やみがたく、仏文科の辰野隆の講義も聴講した。
1944年3月 邱の友人の冗談を真に受けた麹町憲兵隊によりスパイ容疑で逮捕されたが1週間で釈放。このころ、経済学部の定期試験で満洲国の統制経済について問われ、日本の満洲支配を経済学的に批判したところ、不穏思想の持ち主として退学処分になりかけたこともある。
1945年に東京帝国大学経済学部を卒業後、大学院で財政学を研究。大学院時代に東大社会科学研究会（のちの全学連の母体）を創設し、当時まだ珍しかった世論調査を実行した。1946年に大学院を中退して台湾に戻り、土建会社経営や中学の英語教師や銀行のシンクタンク研究員を経験。砂糖の密輸に手を出して逮捕されたこともある。
1948年、台湾独立運動に関係して中国国民党政府から逮捕状が出たため香港に亡命。日本統治時代から台湾を代表する知識人とみられていた廖文毅 (りょうぶんき、1910-)が国民党政府を批判して書いた「台湾に国民投票を実施するための請願書」を英語に翻訳し、欧米のメディアに掲載させたことで、当局が犯人さがしをはじめたことがきっかけだった。香港では廖の秘書をつとめ、日本に移った廖のあとを追うように日本に渡る。廖は日本で台湾独立組織をつくり、「台湾共和国臨時政府」の臨時大統領に就任。ただし、邱自身は、日本に渡ったのは独立運動のためではなく、娘の病気の治療のためだと語っている。
香港への亡命時代、物資欠乏の日本に郵便小包で商品を送る事業を始めて成功を収めた。1950年には月収が当時の金で100万円に達し、香港で高級マンションに住まい、運転手つきの自家用車を乗り回す身分となった。
このころ、友人の窮状を題材に処女作「密入国者の手記」を執筆した。1954年1月、西川満の紹介により「密入国者の手記」が『大衆文芸』1月号に掲載される。「密入国者の手記」は、邱の友人であり、台湾独立運動の創始者である王育徳の日本亡命の経緯を描いたものである。
「密入国者の手記」が山岡荘八や村上元三から評価され、『大衆文芸』誌で作家デビュー。同1954年4月、事業が傾いたのを機に、娘の病気の治療と文学修行を兼ね、日本に移住した。檀一雄が怪我で入院したことを知り、入院先に押しかけて、日本の敗戦から国外逃亡・日本への亡命などの経験を元にした自伝的な短編作品を売り込んだ。「異常な体験をしたせいで文学的貯金があった」とのちに語った。同年12月、檀一雄と佐藤春夫の後押しで『濁水渓』を現代社から上梓、直木賞候補となる。1955年に小説『香港』で第34回直木賞を受賞。外国人として最初の直木賞受賞者である。
1958年からは雑誌『中央公論』で、『西遊記』を連載。古典文学と当時の社会風刺を巧みに織り交ぜた文体で好評を博し、五年四カ月にわたる長期連載となった。同著は経済学者の中山伊知郎から激賞されたが、中国文学者からは批判された。
1967年から1969年まで、邱が経営する株式会社求美が出資して、雑誌話の特集を刊行していた。
1971年には、ニクソンショックによる台湾の政情変化を受けて国民党と和解。台湾政府に乞われ、経済建設を支援すべく台湾に帰って国家事業を指導。このため一部の人々から「カネ欲しさに国民党に魂を売った」と非難された。台北に残る邱永漢ビルはこの時期に建てたものである。やがて事業不振のため日本に再移住。第一次石油危機では大損害を蒙り、胃を患い入院したことがある。
1980年3月、家族と共に日本国籍を取得。その直後の第12回参議院議員通常選挙に全国区から無所属で立候補したが15万票しか取れず下位落選した。
1993年11月4日、台北から香港（当時は啓徳空港）まで乗っていた中華航空のジャンボ機が空港の滑走路をオーバーランし海に突入する事故を起こすも、生還（ちなみにこの事故は全員が生還している）。
1998年の香港返還を目前に、香港に移住。のち中国に移り、雲南省でコーヒー栽培事業を営んでいた。
2012年5月16日、東京都内の病院で心不全のため死去。88歳没。

## 人物
当時まだ金銭について語るのを賤視していた日本の社会風潮に抗して、みずからの経験に基づき『金銭読本』『投資家読本』など蓄財に関する実用的評論を発表した。1960年頃には200万円の元手で株を始めて1年で5000万円に増やしたこともある。しかし作家としての邱は、小林秀雄ら文壇の芸術至上主義者からは徹底して白眼視され、文壇で終生高く評価したのは高島俊男くらいであった。このため『西遊記』を日本でいち早く紹介したにも関わらず、あまり評価されなかった。自伝『私の金儲け自伝』も、本人は「金儲け」という題名を嫌がっていたが、出版社から「あなたの本は金儲けと書かないと売れない」と言われ、やむなくそうしたという。
高島は

「（この自伝のタイトルは）御当人もあまり気に入ったタイトルではないようだ。もともとはさる週刊誌に連載したもので、題は編集長がつけたのでそうである。「これはいささか下品な題名だと思っているし、必ずしも内容を正確に表示していないと考えているが、(編集者たちは)どうやら『金儲け』という文句がついてまわらないと、私の持つ雰囲気に似つかわしくないと思い込んでいるらしいのである。」と書いておられる。けれどもまた、そういう看板をかかげるとおのずからその看板にひきずられるようで、たしかに七割がたは株や商売のことが占めている。--高島俊男 『本と日本人と中国人と』ちくま文庫P195

と述べている。
同著には「自分の『西遊記』はいまの日本の若い人には面白がってもらえているが、文壇からは認められていない」という嘆き節が書かれている。後、邱と親交があったコピーライターの糸井重里のサイト「ほぼ日刊イトイ新聞」で『西遊記』は再度連載された。糸井は「邱永漢さんが、ドンと過去の傑作を寄付してくれました」として紹介している。
実業家としてはドライクリーニング業・砂利採取業・ビル経営・毛生え薬の販売などを手掛けた。東京には邱経営の中国語教室も存在した。日本におけるビジネスホテル経営の元祖でもあった。また中国ではコーヒー栽培事業のほか、建設機械販売、高級アパートメント経営、パン製造販売、レストラン経営、漢方化粧品・漢方サプリメント販売、人材派遣業、日本語学校などの事業を営んでいた。
大の食通としても有名。若い頃から糖尿病を患っており、病気との付き合い方を巡る文章も多い。

## 家族
夫人の潘苑蘭は広東生まれの中国人で料理研究家。実の姉の臼田素娥も料理研究家。素娥の娘の臼田幸世も料理研究家でNHKの「きょうの料理」などテレビの料理番組に出演。素娥の夫の臼田金太郎は元オリンピックボクシング日本代表選手で元プロボクシング日本王者。長女の邱世嬪（きゅう さいぱん、1952年12月21日 - ）は占星術研究家でエッセイスト。長男の邱世悦は不動産会社を経営、次男の邱世原（きゅう せいげん、1957年1月8日 - 2006年4月8日）はビデオアーティストとして著名。
2015年4月、遺族3人が東京国税局から遺産20数億円の申告漏れを指摘された。また2013年までの2年間に配当約10億円を所得として報告していなかった。

## 著書
- 濁水渓 （現代社 1954年） 「香港・濁水渓」中公文庫
- 密入国者の手記 （現代社 1956年）
- 香港 （近代生活社 1956年）
- 食は広州に在り （竜星閣 1957年 のち中公文庫）
- 日本天国論 （中央公論社 1957年）
- 刺竹 （短篇集 清和書院 1958年）
- 東洋の思想家たち （講談社 1958年）
- 惜別亭 （文芸評論社 1958年）
- 耳をとらなかった話 （大日本雄弁会講談社 1958年）
- 西遊記 （全8巻 中央公論社 1959年-1963年 のち文庫）
- 誰が家の花 （講談社 1959年）
- ズルきこと神の如し （東都書房 1959年）
- オトナの憂鬱 （光風社 1959年）
- サムライ日本 （中央公論社 1959年）
- 金銭読本 （中央公論社 1959年 のち文庫）
- 象牙の箸 （中央公論社 1960年 のち文庫）
- 被害者は誰だ （光文社 1960年）
- 投資家読本 （朝日新聞社 1961年）
- キチガイ日本 （南北社 1961年）
- 投資家のための会社拝見 （角川書店 1961年）
- もうかりまっか （筑摩書房 1961年）
- これが成長株だ （対談集 経済春秋社 1961年）
- 食前食後 漢方の話 （婦人画報社 1962年 のち中公文庫）
- 新説二宮尊徳 （春秋社 1963年）
- そんごくう（影絵：藤城清治 フレーベル館 1963年）[13]
- いどばた論語 （日本経済新聞社 1964年）
- 奥様はお料理が好き （三和図書 1964年 のち中公文庫）
- 財界の鉱脈 小林一三と大屋晋三 （南北社 1964年）
- 何をたよりに生きようか （日本経済新聞社 1966年）
- ゼイキン報告 （日本経済新聞社・新書 1967年）
- 実例経営教室 アイデアのたたかい （対談集 中央経済社 1968年）
- 借金学入門 （日本経済新聞社 1968年）
- 誰も教えてくれない女の商売成功の秘訣 （日本経済新聞社 1968年）
- 事業家・資産家のための邱永漢・節税の実際 （日本実業出版社 1969年）
- 株の体験 株で儲けるために （徳間書店 1970年）
- お金の値打ち 永久インフレ時代の利殖学 （徳間書店 1970年 のち文庫）
- サラリーマン出門 （日本経済新聞社 1970年 のちワニ文庫）
- もうけ話 （実業之日本社 1971年）
- 邱永漢自選集 （全10巻 徳間書店 1971年-1972年）
- 銀行とつきあう法 （日本経済新聞社 1971年）
- 邱永漢の金儲け相談室 （東京スポーツ新聞社 1971年（ライフ・ブックス））
- 株の発想 株式投資の実際 （日本証券新聞社 1972年）
- 金とヒマの研究 遊びながら儲け儲けながら遊ぶ （徳間書店 1972年 のち文庫）
- 世の中どう変る 金儲けの発想 （日本経済新聞社 1972年）
- 金儲け未来学 5年さきの成功を約束する （徳間書店 1972年 のち文庫）
- 新ゼイキン報告 （日本経済新聞社 1973年）
- 成功の法則 （日本能率協会 1973年 のち知的生き方文庫）
- 邱永漢のこれからの金儲け （東京スポーツ新聞社 1973年（ライフ・ブックス））
- 邱永漢の海外投資の実際 （産業能率短期大学出版部 1974年）
- 社長学入門 金のもうかる処世と交際術 （日本実業出版社 1974年）
- 日本人の堕落 諸悪の根源は金である （徳間書店 1974年）
- 絵の相場 （日本経済新聞社 1974年）
- 会社社会ニッポン 愛社精神がなぜ悪い （日本経済新聞社 1975年）
- お金も頼りにならない これからの日本人の財産 （徳間書店 1976年）
- カネの流れが変わった 株式投資の盲点 （日本経済新聞社 1977年）
- 妻の財産づくり 理財・相続・節税・老後の考え方と処方箋 （日本実業出版社 1977年）
- 私の金儲け自伝 （徳間書店 1977年 のちPHP文庫）
- 変化こそチャンス この時代に儲ける発想 （プレジデント社 1978年）
- 女の国籍 （日本経済新聞社 1979年）
- 悪い世の中に生きる知恵 （日本経済新聞社 1979年）
- 変化に生きる Q対談 （日本経済新聞社 1979年）
- インフレに相乗りする法 （日本経済新聞社 1980年）
- 香港の挑戦 日本経済人への警告 （中央公論社 1981年）
- たいわん物語 （中央公論社 1981年）
- お金の使い方 （中央公論社 1981年 のち文庫）
- 食べて儲けて考えて （PHP研究所 1982年 のち文庫）
- ダテに年はとらず 熟年を優雅に生きる法 （PHP研究所 1982年 のち文庫）
- 固定観念を脱する法 （日本経済新聞社 1982年（Q books））
- 邱飯店のメニュー （中央公論社 1983年 のち文庫）
- 朝は夜より賢い 私の体験的ピンチ脱出法 （実業之日本社 1983年 のちPHP文庫）
- 奔放なる発想 時代を読む・経済を見抜く （PHP研究所 1983年 のち文庫）
- 子育てはお金の教育から お金で失敗しない親子関係 （ベストセラーズ 1983年（ワニの本） のちPHP文庫）
- 日本で最もユニークな経営者小林一三伝 （日本経済新聞社 1983年（Q books））
- 人生後半のための経済設計 （日本経済新聞社 1983年（Q books））
- 死に方・辞め方・別れ方 （PHP研究所 1983年 のち文庫）
- 先の見えない者は滅びる （グラフ社 1984年）
- メシの食える経済学 （グラフ社 1984年）
- 女もお金で勝負する （グラフ社 1984年）
- 金銭処世学 （中央公論社 1984年 のち文庫）
- 人の集まる所に金が集まる 経済の先を読む （日本経済新聞社 1984年）
- 賢者は中金持ちをめざす （読売新聞社 1984年 のち知的生き方文庫）
- 女の商売成功の秘訣 （日本経済新聞社 1984年（Q books））
- 食指が動く 世界の美味食べ歩き （日本経済新聞社 1984年 のち中公文庫）
- 野心家の時間割 人生の勝者となるための行動学 チャンスは自分の手でつかめ! （PHP研究所 1984年 のち文庫）
- 人が動く、金が動く 経済オンチ・時代オンチにならない法 （PHP研究所 1984年 のち文庫）
- 努力しないで金持ちになる法 （学習研究社 1984年）
- 邱永漢の商売入門 （ごま書房 1984年（ゴマブックス））
- 日本人が見えてくる エスニック人間の日本人論 （グラフ社 1985年）
- 金銭通は、人間通 （PHP研究所 1985年 のち文庫）
- お金の貯まる人はここが違う （ごま書房 1985年 のち知恵の森文庫）
- 籠いっぱいの価値ある情報 （PHP研究所 1985年 のち文庫）
- 貧しからず富に溺れず （実業之日本社 1985年）
- 国際感覚をみがく法 私の海外投資術 （日本経済新聞社 1985年）
- 途中下車でも生きられる 実力社会でどう勝負するか 現状維持だけが人生ではない! （PHP研究所 1985年 のち文庫）
- メシの食える経済学 お金に恵まれる人生への手引き （グラフ社 1986年）
- 失敗の中にノウハウあり 金儲けの神様邱永漢が儲けそこなった話 （グラフ社 1986年 のちPHP文庫）
- こんなに違う金銭感覚 邱永漢のマネー・インタビュー （西武タイム 1986年）
- 家計と借金の法則 借金せずに金持ちになった人はいない! （グラフ社 1986年）
- 株の目事業の目 （PHP研究所 1986年）
- 変わる世の中変わらぬ鉄則 （実業之日本社 1986年）
- 斜陽のあと、陽はまた昇る。 ビジネス変化の先を読む （PHP研究所 1986年）
- 若気の至りも四十迄 （中央公論社 1986年）
- お金も人もまっしぐら 借りて運んで楽しんで （日本経済新聞社 1986年）
- 花の中年お金の分別 現代マネー学 （講談社 1986年）
- 一家に一台、火の車 （文化出版局 1987年）
- いま、お金絶対常識 恐れていてはお金はつかめない （青春出版社 1987年（プレイブックス））
- いま、波に乗る財産づくり 小さなお金で大きな望み （徳間書店 1987年 のち文庫）
- 邱永漢のおカネ八目 （読売新聞社 1987年）
- みんな同じわけがない 人間に関心を持てば世界が見える （PHP研究所 1987年 のち文庫）
- 円高に克つ 実践経済研究 （小学館 1987年）
- 自分の財布は自分で守れ お金・この手を使えば間違いない （青春出版社 1987年（プレイブックス））
- お金との優雅な関係 （青人社 1987年）
- 不動産が一番 （実業之日本社 1987年）
- 生き残る道を探せ 変化に適応できれば不景気知らず （リクルート出版 1988年）
- 邱永漢の金持ちニッポン論 （毎日新聞社 1988年）
- 邱永漢「国富論」現代の読み方 （講談社 1988年）
- 金持ちへの早道 （読売新聞社 1988年）
- 株が本命 （実業之日本社 1988年）
- 世界で稼ぐ 実践経済研究 （小学館 1988年）
- 邱永漢と語るマネー人生観 （西武タイム 1988年）
- 仕事師は仕事を選ぶ （リクルート出版 1988年）
- お金持ち気分で海外旅行 ケチケチするな、バカ見るな （PHP研究所 1988年 のち文庫）
- 付加価値論 part 1-2 （PHP研究所 1989年-1990年 のち文庫）
- 株は魔術師 （青人社 1989年）
- 邱永漢のシルバーグレーの金銭学 賢く財産を育てる研究 （中経出版 1989年）
- 邱永漢・お金のエッセンス （グラフ社 1989年）
- ゼイキン息災学 （講談社 1989年）
- 死ぬまで現役 （実業之日本社 1989年 のちPHP文庫）
- 邱永漢・株のエッセンス （グラフ社 1989年）
- 金遊・人遊 お金あまり・時間あまり時代の40の視点 （PHP研究所 1989年）
- アジアの風 実践経済研究 （小学館 1989年）
- 金儲け発想の原点 （光文社 1990年）
- アジアで一旗 海外で成功する着眼点 （実業之日本社 1990年）
- お金があって気がきいて （日本経済新聞社 1990年）
- 海の向うが面白い （中央公論社 1990年）
- お金いっぱい夢いっぱい （小学館 1990年）
- 怒れ、消費者 こうすれば豊かさが実感できる （PHP研究所 1991年 のち文庫）
- 邱永漢ベスト・シリーズ （全50巻 実業之日本社 1991年-1998年）
- お金があっても偉くない （実業之日本社 1991年）
- いま世界経済大変動 地球スケールで時代の先を読む （PHP研究所 1991年）
- 旅が好き、食べることはもっと好き （新潮社 1991年 のち文庫）
- 企業家誕生 四十歳からでは遅すぎる （PHP研究所 1991年 のち文庫）
- 邱永漢・経済学のエッセンス （グラフ社 1991年）
- 金持ちのアキレス腱 （日本経済新聞社 1992年）
- 嫉妬の世の中をどう生きる （中央公論社 1992年）
- 生きている意味 老年期の空白はこう埋める （グラフ社 1992年）
- 人財論 お金儲け、次の着眼点はこれだ （PHP研究所 1992年）
- 君の会社は大丈夫か 人手不足から大量失業時代へ （実業之日本社 1993年）
- バブルの後の物語 アジアの時代に生きる知恵 （小学館 1993年）
- みんな年をとる 老齢化社会を生きる知恵 （PHP研究所 1993年 のち文庫）
- 私は77歳で死にたい 逆算の人生計画 （中経出版 1993年 のち知恵の森文庫）
- 中国人と日本人 （中央公論社 1993年 のち文庫）
- 日本脱出のすすめ アジア的スケールでものを考えよう （PHP研究所 1993年 のち文庫）
- アジアの勃興 アメリカに諸行無常の鐘が鳴る （PHP研究所 1994年）
- 邱永漢短篇小説傑作選 見えない国境線 （新潮社 1994年）
- 原則がわかれば生き残れる 目から鱗のおちる邱永漢セオリー （グラフ社 1994年）
- アジアの曙 （グラフ社 1994年）
- わが青春の台湾・わが青春の香港 （中央公論社 1994年）
- 日本人はアジアの蚊帳の外 （PHP研究所 1994年 のち文庫）
- 香港発・娘への手紙 （中央公論社 1994年 のち文庫）
- 電卓と二人連れ （新潮社 1994年 のち文庫）
- 成熟ケチケチ社会 価格破壊を乗りこえて生きる （PHP研究所 1994年）
- 大変動を生き抜く知恵 （小学館 1995年）
- お金としあわせの組み合わせ （中央公論社 1995年 のち文庫）
- 日僑の時代 世界に富をもたらす新しい伝道者たち （PHP研究所 1995年）
- 立て直しの原則 （実業之日本社 1995年）
- 邱永漢の基本法則 1-4 （ごま書房 1995年-1997年 のち知的生き方文庫）
- 商売繁盛目のつけどころ 大不況の暗闇の中で勉強したこと （PHP研究所 1996年）
- チャイナリスクに賭ける 中国投資で成功する法 （プレジデント社 1996年）
- 生きざまの探求 （グラフ社 1996年）
- こちら北京探題 （新潮社 1996年）
- 鮮度のある人生 年齢を重ねても飽きず挫けず （PHP研究所 1997年）
- ダメな時代のお金の助け方 （文藝春秋 1997年）
- 利殖は常識に従うな お金儲けは地球規模で （中経出版 1997年）
- 変わる世の中変わるビジネス （PHP研究所 1997年）
- 日本よ香港よ中国よ （PHP研究所 1997年）
- Yenよ、いまが出稼ぎの時 アジアから日本を見れば （日本実業出版社 1997年）
- 中国人の思想構造 （中央公論社 1997年 のち文庫）
- 1997香港の憂鬱 （小学館 1997年）
- 騙してもまだまだ騙せる日本人 君は中国人を知らなさすぎる （実業之日本社 1998年 のち知恵の森文庫）
- 一番悪い時が一番のチャンス （ごま書房 1998年 のち知的生き方文庫）
- 銀行とつきあわない法 （幻冬舎 1999年）
- お金に愛される原則 （PHP研究所 1999年）
- マネーゲーム敗れたり ドルに翻弄される時代は終った （PHP研究所 1999年）
- 中華思想台風圏 （新潮社 1999年）
- まだやってんの あなたの商売感覚が180度変わります 邱永漢のスーパー実用エッセイ （中経出版 1999年 のち知恵の森文庫）
- 勝つのはお金かマルクスか （小学館 1999年）
- 楽天家でなければ生きられない （PHP研究所 1999年）
- もしもしQさんQさんよ インターネットで生き方のヒント （光文社 2000年（カッパ・ブックス））
- 新・メシの食える経済学 お金に恵まれる人生への手引き （グラフ社 2000年 のち知恵の森文庫）
- 哲学が変わった! 物離れ、金離れ、日本人離れ （PHP研究所 2000年）
- 中国の旅、食もまた楽し （新潮社 2000年 のち文庫）
- ここが違う。ここも違う! （プレジデント社 2001年）
- 生きるヒント生かせるヒント （PHP研究所 2001年）
- デフレに強い知的金銭生活 （PHP研究所 2001年）
- いまの時代が読めますか （PHP研究所 2001年）
- 仕事を変わりたくありませんか （PHP研究所 2001年）
- こんな人いませんか （PHP研究所 2001年）
- 上海発アジア特急 （小学館 2001年）
- ここ掘れ、ワンワン! サービスの中に金脈あり （中経出版 2001年）
- 独立を考えてますか （徳間書店 2002年）
- メシのタネはどこに行った （経済界 2002年）
- 年のとり方、考えてますか （グラフ社 2002年）
- メシの食える自信ありますか （徳間書店 2002年）
- 「お金持ち気分」で老後を 人生を楽しむエッセンス （PHP研究所 2002年）
- いい仕事、見つかりましたか （PHP研究所 2002年）
- 外国で働きたくありませんか （廣済堂出版 2003年）
- 金儲けはグローバル化の巨象に乗って （廣済堂出版 2003年）
- デフレを明るく、楽しく、力一杯 （廣済堂出版 2003年）
- 中国株の基礎知識 （東洋経済新報社 2003年）
- お金だけが知っている 目からウロコの経済学 （PHP研究所 2003年）
- お金儲けについてズバリ答えます! （海竜社 2003年）
- 新しいビジネスを探しに行こう （廣済堂出版 2004年）
- 見える景色の向こうを見よう （廣済堂出版 2004年）
- 中国を昔の眼で見るな （廣済堂出版 2004年）
- 君ならどうする? 中国に行きますか、日本に残りますか （廣済堂出版 2004年）
- 口奢りて久し （中央公論新社 2004年 のち文庫）
- これであなたも中国通 （光文社 2004年）
- それでもとまらない中国の大成長 （廣済堂出版 2005年）
- 損をして覚える株式投資 （PHP新書 2005年）
- 中国がクシャミをしたら 世界の工場から巨大消費市場へ （廣済堂出版 2005年）
- 中国で稼ぐヒント （廣済堂出版 2005年）
- お金持ちになれる人 （ちくまプリマー新書 2005年）
- いよいよ中国株の時代だ （廣済堂出版 2006年）
- 起業の着眼点 （PHP新書 2006年）
- 楽観主義のすすめ 幸運を招く生き方教えます。 （グラフ社 2006年）
- お金持ち日本喧嘩せず （廣済堂出版 2006年）
- 東京が駄目なら上海があるさ （PHPビジネス新書 2007年）
- 非居住者のすすめ （中公新書ラクレ 2008年）
- 中国にこれだけのビジネスチャンス （グラフ社 2008年）
- 相続対策できましたか お金はあの世に持っていけない （PHP研究所 2009年）

## 監修
- 西遊記 (1960年の映画)

## 共著
- もっと上手に儲けなさい 80年代の利殖戦術 （竹村健一 太陽企画出版 1981年）
- 邱家の中国料理 （邱潘苑蘭 中央公論社 1984年）
- アジア共円圏の時代 さらばアメリカ （渡部昇一 PHP研究所 1994年）
- 「引き潮」の経済学 新しいお金の発想を持ちなさい （竹村健一 PHP研究所 1995年）
- アジアの蜜は甘いぞ! 日本の経営と技術を活かす道 （唐津一 PHP研究所 1995年）
- 景気浮揚は夜の街から （唐津一 PHP研究所 1999年）
- お金をちゃんと考えることから逃げまわっていたぼくらへ （糸井重里 PHP研究所 2001年）
- なぜいま中国か 本当の付き合い方、商売の仕方 （船井幸雄 徳間書店 2002年）
- 邱永漢の中国株で儲けましょう ハジメくんの中国投資考察団レポート （コンタロウ 集英社インターナショナル 2005年）

## 翻訳
- あなたはいまの自分と握手できるか （アンソニー・ロビンズ 三笠書房 1989年 のち知的生き方文庫）
- わが息子へ「人生という学校」で何を学び、どう生きるか （ジョン・グレアム 三笠書房 1990年）
- 人生、熱く生きなければ価値がない! （A.L.ウイリアムズ 三笠書房 1990年 のち知的生き方文庫）
- 小さな自分で満足するな! （アンソニー・ロビンズ 三笠書房 1997年）